# Louis du Chaine
Louis du Chaine, né le 7 juillet  1589 à Aix et mort le 11 mars  1671 dans la même ville, est un prélat français du XVIIe siècle.

## Biographie
Louis Duchaine est le fils de Louis du Chaine, président à mortier du parlement de Provence, et d'Anne de Bausset, ainsi le petit-fils de Nicolas de Bausset.
Il est chanoine à Aix, député du second ordre à l'assemblée générale du clergé de France en 1618. Le 2 avril 1618, Louis Duchaine est nomme coadjuteur de Jacques Martín, évêque de Senez, et évêque d'Argos (de) in partibus et consacré comme tel le 17 juin de la même année. Il devient titulaire de Senez en 1623.
Duchaine est un jurisconsulte habile, un prédicateur distingué et aussi un musicien et un mathématicien compétent. Par ses soins est fondé un monastère de la Visitation  à Castellane. Duchaine fait séculariser le chapitre de la cathédrale de Senez. En 1664, il fonde à Senez un séminaire dont il confie la direction aux pères de la doctrine chrétienne.

## Sources
- Honoré Fisquet, La France pontificale